# Poliflex
Poliflex Sibiu este o companie producătoare de spume poliuretanice din România.
În 1997, Poliflex a deschis prima hală de producție de spume poliuretanice flexibile la Craiova.
În anul 2007, compania avea peste 300 de angajați în șapte centre în zone industriale ale țării precum Craiova, București, Piatra Neamț, Timișoara, Baia Mare, Constanța.
Poliflex face parte din Grupul Eurofoam, un joint venture între grupul austriac Greiner și compania Belgian Recticel, înființat în 1992.
Eurofoam este liderul pieței de spume poliuretanice flexibile din Europa producând aproape 120.000 de tone de spumă flexibilă pe an.
Compania are peste 2.400 de angajați, cumulând 43 de operatori din 14 țări.
Eurofoam a avut o cifra de afaceri de aproape 400 milioane de euro în 2006.
Cifra de afaceri în 2006: 24 milioane euro